# Berthil ter Avest
Berthil ter Avest (* 19. November 1970 in Wierden) ist ein ehemaliger niederländischer Fußballspieler, der auf der Position im linken Mittelfeld spielte.

## Karriere
Ter Avest spielte in seiner Jugend bei seinem Heimatverein SVZW Wierden. Im Alter von 15 Jahren wechselte er in die Jugendmannschaft des FC Twente. Bei diesem Club absolvierte er 1989 sein erstes Spiel in der Eredivisie. Nach Engagements bei Roda Kerkrade und dem FC Groningen kehrte er 1994 wieder zum FC Twente zurück.
Im Jahr 2000 wechselte ter Avest mit seinem damaligen Trainer Hans Meyer in die deutsche 2. Bundesliga zu Borussia Mönchengladbach. Dort bestritt er 20 Partien, in denen er ein Tor erzielte, und stieg am Ende der Saison in die Bundesliga auf. In der folgenden Saison bestritt er lediglich eine Partie, als er im Spiel bei Werder Bremen in der 89. Minute eingewechselt wurde. Nach einer Achillessehnenverletzung versuchte er ein Comeback bei De Graafschap, wo er am 8. März 2003 sein letztes Spiel als Profi absolvierte.

## Berufliches
Berthil ter Avest betreibt in seiner niederländischen Heimat einen Blumenhandel.